# Macugonalia pyrrhoptera
Macugonalia pyrrhoptera är en insektsart som beskrevs av Carl Stål 1862. Macugonalia pyrrhoptera ingår i släktet Macugonalia och familjen dvärgstritar. Inga underarter finns listade i Catalogue of Life.